# Huyandi
Huyandi (en Xinès: 壺衍鞮) fou el fill i successor del Chan-yu Hulugu. Va regnar com a Chan-yu dels Xiongnu des de l'any 85 aC fins al 68 aC.
Huyandi no era el primer en la línia de successió i va convertir-se en Chan-yu gràcies a un complot ideat per la seva mare Zhuanqu Yanzhi i Wei Lü, un desertor Han. Va proclamar-se Chan-yu l'any 85 aC.
El 71 aC Chang Hui i dos generals més van dirigir una força de 100.000 combatents per ajudar els Wu-sun contra els Xiongnu. Gran part de l'exèrcit no va aconseguir trobar els Xiongnu, però tot i això Chang Hui va poder ajudar els Wu-Sun a repel·lir la invasió Xiongnu. Però els Xiongnu van retornar a l'hivern i van segrestar molts Wu-sun. En el camí de tornada a través del Massís de l'Altai els Xiongnu van sofrir grans pèrdues per una tempesta de neu sobtada, deixant molt afeblit el seu exèrcit. L'any posterior a aquests fets els Xiongnu van ser atacats pels Wu-Sun, Wu-Huan i els Han. Un terç dels Xiongnu van morir arran d'aquests fets.
Huyandi va morir el 68 aC i va ser succeït pel seu germà, Xulüquanqu.